# Joachim Patinir
Joachim Patinir nebo Patinier či Patenier (asi mezi 1475 a 1480 v okolí Dinantu – asi 5. října 1524 Antverpy) byl vlámský malíř a kreslíř.
O jeho životě se ví málo. První zmínka pochází z roku 1515, kdy byl přijat do antverpského malířského Cechu sv. Lukáše. Roku 1520 se Patinir setkal s Dürerem, který ho chválil jako dobrého krajináře (což je první známý výskyt malířského termínu krajinář). Pravděpodobně byl strýcem malíře Herriho z Dinantu, jehož styl ovlivnil.
Patinir přispěl k rozoji malířského stylu zvaného Weltlandschaft, založeného na panoramatickém znázornění fantastických krajin, vůči nimž se lidské postavy jeví malé. Byl silně ovlivněn Hieronymem Boschem a spolupracoval s Quentinem Massysem, s nímž pravděpodobně vytvořili společně některé obrazy, dnes připisované jednomu z nich.
K jeho známým dílům patří Krajina se sv. Jeronýmem (Madrid, Prado), Kristův křest (Vídeň, Uměleckohistorické muzeum), Pokušení sv. Antonína (Prado) nebo Útěk do Egypta (Antverpy, Koninklijk Museum voor Schone Kunsten).

## Galerie

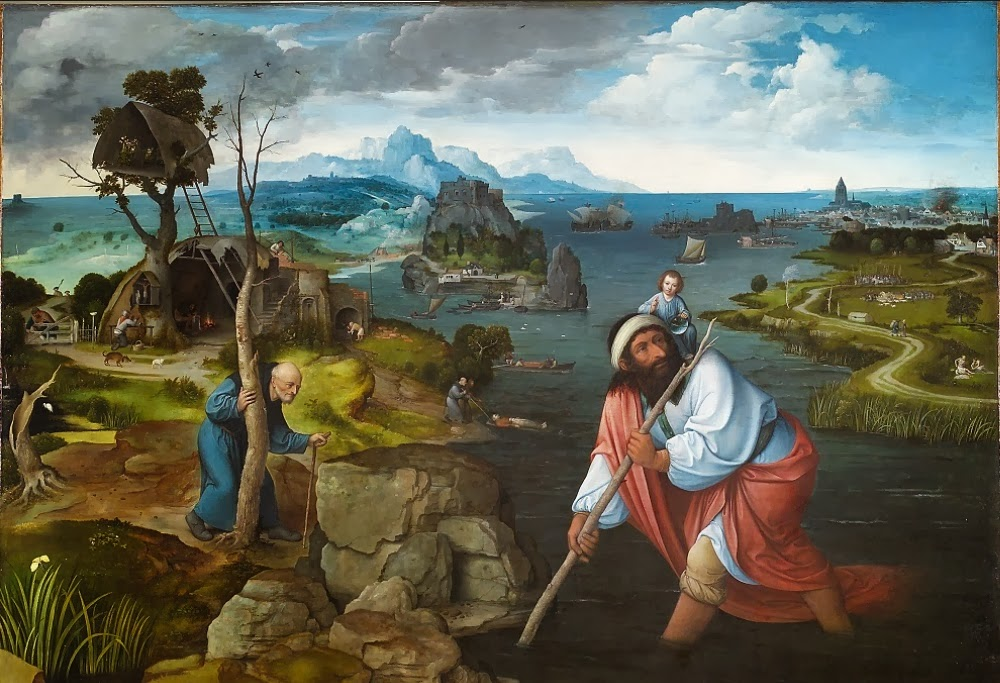
Joachim Patinir: Krajina se sv. Kryštofem, kolem 1520, El Escorial, Monasterio de San Lorenzo, Španělsko